# Szőrösorrú sül
A szőrösorrú sül (Hystrix brachyura) az emlősök (Mammalia) osztályának a rágcsálók (Rodentia) rendjébe, ezen belül a gyalogsülfélék (Hystricidae) családjába tartozó faj.

## Előfordulása
Dél- és Délkelet-Ázsia tengerszint feletti 1300 méter magasban fekvő mérsékelt, trópusi erdeiben és szavannáin található meg.

## Alfajai
- Hystrix brachyura brachyura Linnaeus, 1758
- Hystrix brachyura bengalensis Blyth, 1851
- Hystrix brachyura hodgsoni Gray, 1847
- †Hystrix brachyura punungensis[1]
- Hystrix brachyura subcristata Swinhoe, 1870
- Hystrix brachyura yunnanensis Anderson, 1878

## Megjelenése
Hosszú tüskéin fellelhetőek fehér és fekete csíkok. Mind a hímnek, mind a nősténynek vannak tüskéi a farkán, tüskéi csörgetésének hangja rezgő. Tömege 8 kilogramm.

## Életmódja
Kotorékban él családi csoportokban. Tápláléka lehullott gyümölcsök, gyökerek és növényi szárak. A vemhesség 110 napig tart, ennek végén 1-2 445 g súlyú kölyök jön világra. A rágcsálók között a szőrösorrú sül rekordnak számít – a vadonban 12-15 évig él, fogságban megéri a 27 évet is.

## Természetvédelmi állapota
Attól eltekintve, hogy a vörös listán nem fenyegetett fajnak minősül, Délkelet-Ázsiában a húsáért vadásszák az emberek, ezt nem sejtik, hogy hatással van a faj populációjára. Dél-Ázsiában az élőhelyének csökkenése fenyegeti.